# Colcha (distrito)
O distrito peruano de Colcha é um dos 9 distritos da Província de Paruro, situada no Departamento de Cusco, Peru.

## Transporte
O distrito de Colcha é servido pela seguinte rodovia:
- CU-122, que liga o distrito à cidade de Acos
- CU-117, que liga o distrito de Checacupe à cidade de Cusco[1][2][3]